# Lectio divina

Lectio divina is een spirituele praktijk bij monniken, waarbij Gods Woord aandachtig en indringend wordt gelezen. Deze praktijk behoort tot het gebed van de monniken.
Ook op de lekenspiritualiteit heeft de lectio divina een belangrijke invloed gehad. Veel geestelijken lezen, als spiritueel begeleider, samen met leken de Schrift volgens de methode van de lectio divina. Vandaag nog zijn auteurs schatplichtig aan die traditie (onder andere Enzo Bianchi, de oprichter en prior van een gemeenschap in Bose), en nog steeds staat ze aan de wieg van hedendaagse gebedsscholen (onder andere het Samuelproject).
Naast de Bijbel komen in tweede instantie ook geschriften in aanmerking die het verstaan van de Schrift bevorderen en verdiepen. Bij voorkeur geschriften van kerkvaders, zoals Sint-Augustinus, of de geschriften van oude monastieke auteurs zoals Johannes Cassianus of van middeleeuwse spirituele auteurs, zoals Bernardus van Clairvaux. Kloosterregels bevatten bepalingen over de vorm van de geestelijke lectuur.
De lectio divina is een kerngegeven van het contemplatieve (beschouwende) kloosterleven. De kartuizer Guigo onderscheidde in de twaalfde eeuw in zijn Scala claustralium een viervoudige weg:
1. lectio – lezing van de tekst
2. meditatio – overweging van de tekst
3. oratio – gebed
4. contemplatio – nadere beschouwing

Een kenmerk van deze vorm van geestelijke lezing is het meditatieve karakter ervan: het gaat niet enkel om het verstandelijk begrijpen van de tekst, maar om het aandachtig overwegen van de tekst (meditatio), de betekenissen die de tekst oproept en het verband met het waarachtig christelijk leven. Ruminatio, het herkauwen van een tekst, het gedurende lange tijd terugkeren naar passages, is een verschijnsel dat hierop aansluit (niet te verwarren met de identieke term uit de psychologie, die kan leiden tot psychische verwarring). De lectio divina kan worden afgesloten met gebed (oratio), of gebed vindt een plaats eerder in het proces, zoals in het schema van Guigo hierboven.